# Chilodes nigrocostata
Chilodes nigrocostata är en fjärilsart som beskrevs av Otto Staudinger 1871. Chilodes nigrocostata ingår i släktet Chilodes och familjen nattflyn. Inga underarter finns listade i Catalogue of Life.